# اکباش، برتین
اکباش، برتین (به لاتین: Akbaş, Bartın) یک  Köy  در ترکیه است که در استان بارتین واقع شده‌است.

## خصوصیات
اکباش ۸۲۳ نفر جمعیت دارد.